# Auerspergstraße
Die Auerspergstraße befindet sich an der Grenze der beiden Wiener Gemeindebezirke Innere Stadt und Josefstadt. Sie wurde 1862 nach dem hier befindlichen Palais Auersperg bzw. nach dessen damaligen Besitzern, der Adelsfamilie Auersperg, benannt.

## Geschichte
Das Gebiet der heutigen Auerspergstraße gehörte zum unverbauten Glacis vor den Wiener Stadtmauern. Dadurch bildeten die Gebäude an der Straßenseite zum heutigen 8. Bezirk die Front zur Vorstadt. Entsprechend nannte man die Zufahrtsstraße zu diesen Häusern Am Glacis, später dann Am Paradeplatz, als in der ersten Hälfte des 19. Jahrhunderts dieser Teil des Glacis als Parade- und Exerzierplatz genützt wurde. Im Zuge der Schleifung der Wiener Stadtmauer und der Schaffung der Wiener Ringstraße entstand an der Außenseite des ehemaligen Glacis ein weiterer ringförmiger Straßenzug, der Lastenstraße genannt wurde. Als Teil dieses Straßenzugs erhielt er 1862 den Namen Auerspergstraße.

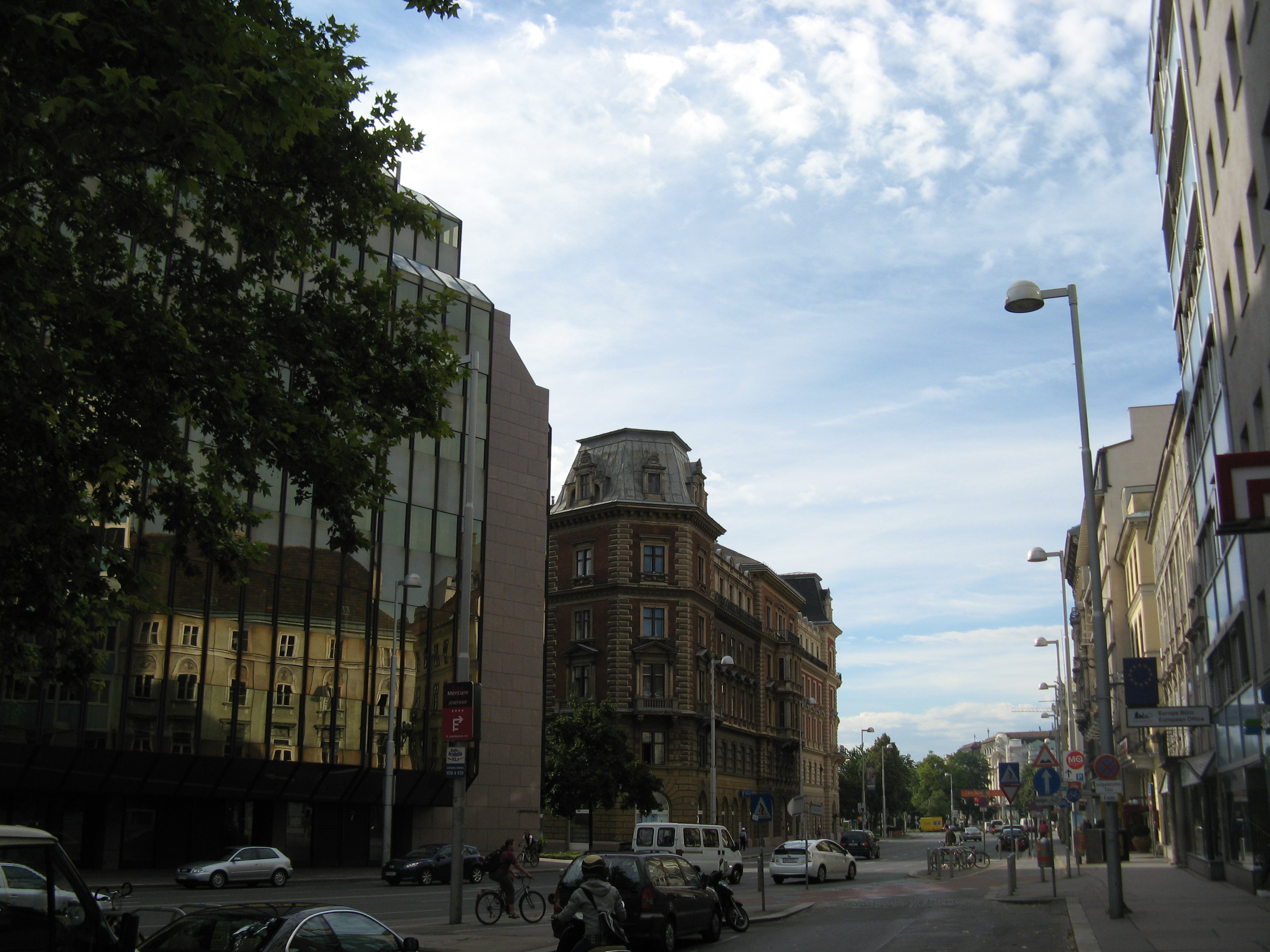
Auerspergstraße mit Amtshaus Nr. 8 und Bartensteinblock Nr. 2–6 auf der linken Seite (1. Bezirk)

## Lage
Die Auerspergstraße beginnt als Fortsetzung der Museumstraße im Süden bei der Lerchenfelder Straße und erstreckt sich in nördlicher Richtung bis auf die Höhe der Josefstädter Straße bzw. Stadiongasse, wo die Auerspergstraße in der Landesgerichtsstraße ihre Fortsetzung findet. Das nördliche Straßenende ist platzartig erweitert, da hier die Lenaugasse aus nordwestlicher Richtung auf die Auerspergstraße trifft und deren Fortsetzung im Bereich des letzten Häuserblocks der Auerspergstraße eine eigene Fahrbahn bildet. Zwischen ihr und der Hauptfahrbahn der Auerspergstraße liegt eine kleine dreieckige, unbenannte Grünanlage. Am südlichen Anfang der Auerspergstraße liegt eine Parkanlage am angrenzenden Schmerlingplatz (1. Bezirk). Die Bezirksgrenze zwischen 1. und 8. Bezirk verläuft entlang der östlichen Straßenseite der Auerspergstraße. Seitengasse in Richtung Innere Stadt ist die Doblhoffgasse, in Richtung Josefstadt gehen die Josefsgasse und die Trautsongasse von der Auerspergstraße ab.

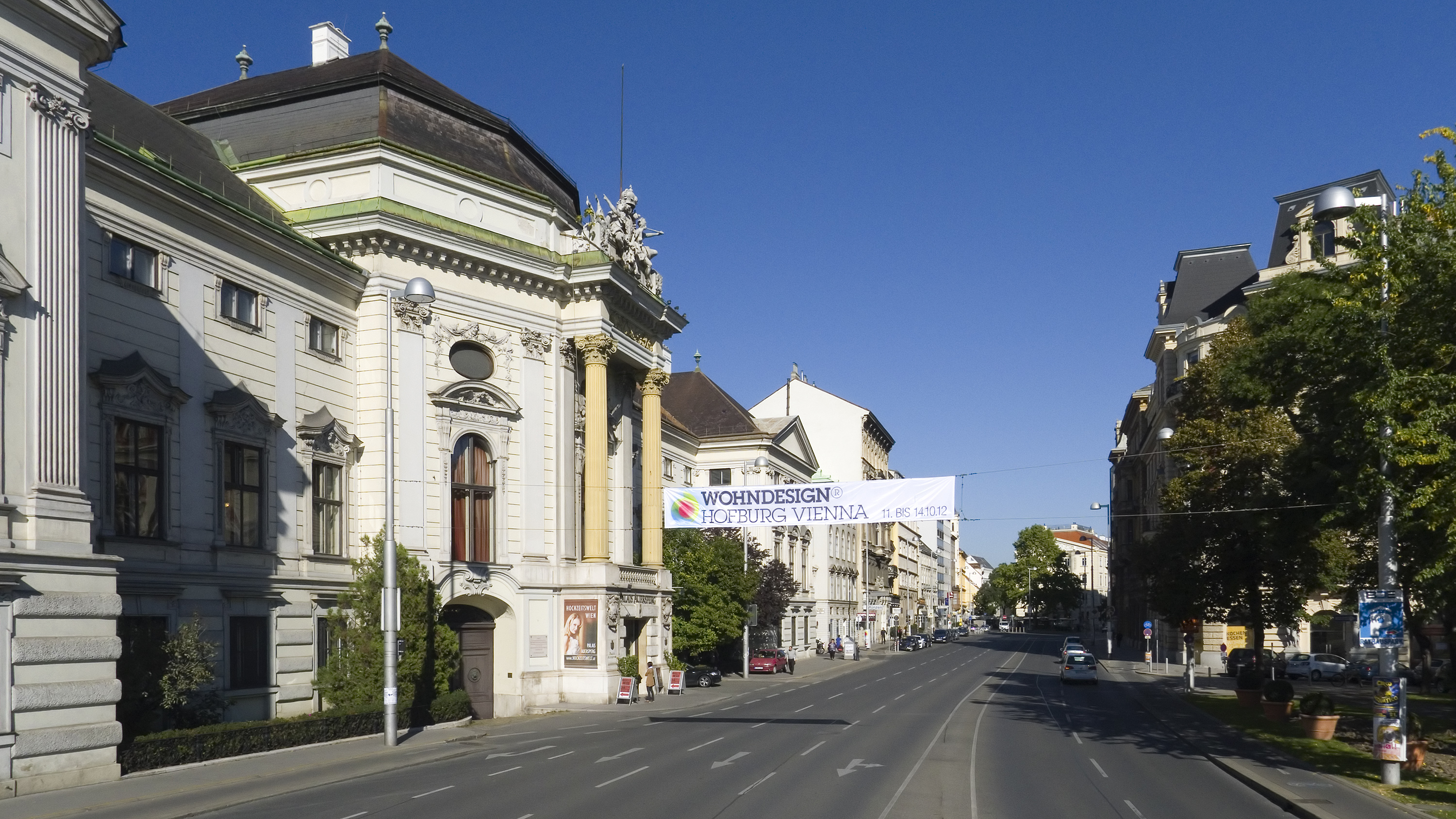
Auerspergstraße, links das Palais Auersperg im 8. Bezirk, rechts der Schmerlingplatz im 1. Bezirk

## Verkehr
Für den Autoverkehr bilden die Auerspergstraße und die anschließenden Straßen eine stark frequentierte und wichtige innerstädtische Verkehrsverbindung. An beiden Straßenseiten verläuft jeweils ein ebenfalls stark frequentierter Ein-Richtungs-Radweg. Der öffentliche Verkehr an der Auerspergstraße ist gut ausgebaut. Unter der Straße verläuft die Trasse der U-Bahn-Linie U2; der ganze Straßenzug hat daher den inoffiziellen Namen Zweierlinie. Am Ende der Auerspergstraße liegt eine Station der U-Bahn; bei der Stadiongasse befindet sich ein Abgang zur Station Rathaus, beim Schmerlingplatz befand sich früher ein Abgang zur aufgelassenen Station Lerchenfelder Straße. Die U-Bahn-Trasse geht auf einen Tunnel der zwischen 1966 und 1980 hier verkehrenden U-Straßenbahn zurück. Weiters queren die Straßenbahnlinien 2 (bei Stadiongasse, Josefstädter Straße) und 46 (bei Schmerlingplatz, Lerchenfelder Straße) die Auerspergstraße, wobei sich an beiden Kreuzungspunkten Haltestellen befinden.

## Verbauung
Die Gebäude an der Auerspergstraße stammen aus verschiedenen Zeiten, beginnend vom 18. Jahrhundert bis zum Ende des 20. Jahrhunderts. An der Straßenseite zum 8. Bezirk sind im Gegensatz zur gegenüberliegenden Seite Geschäftslokale angesiedelt. Es finden sich Wohnhäuser, Veranstaltungslokale, Hotels und Amtsgebäude an der Auerspergstraße.

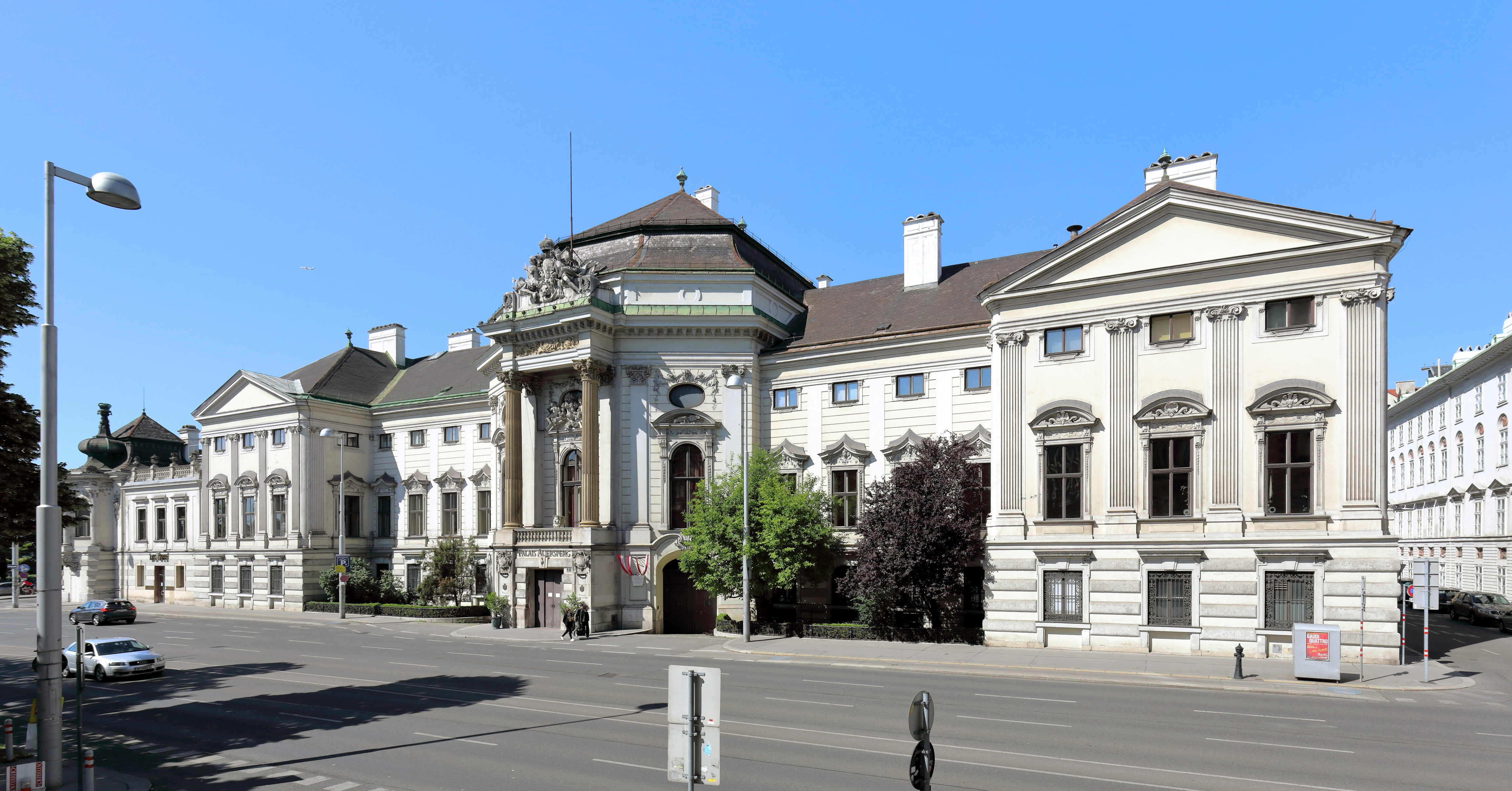
Palais Auersperg

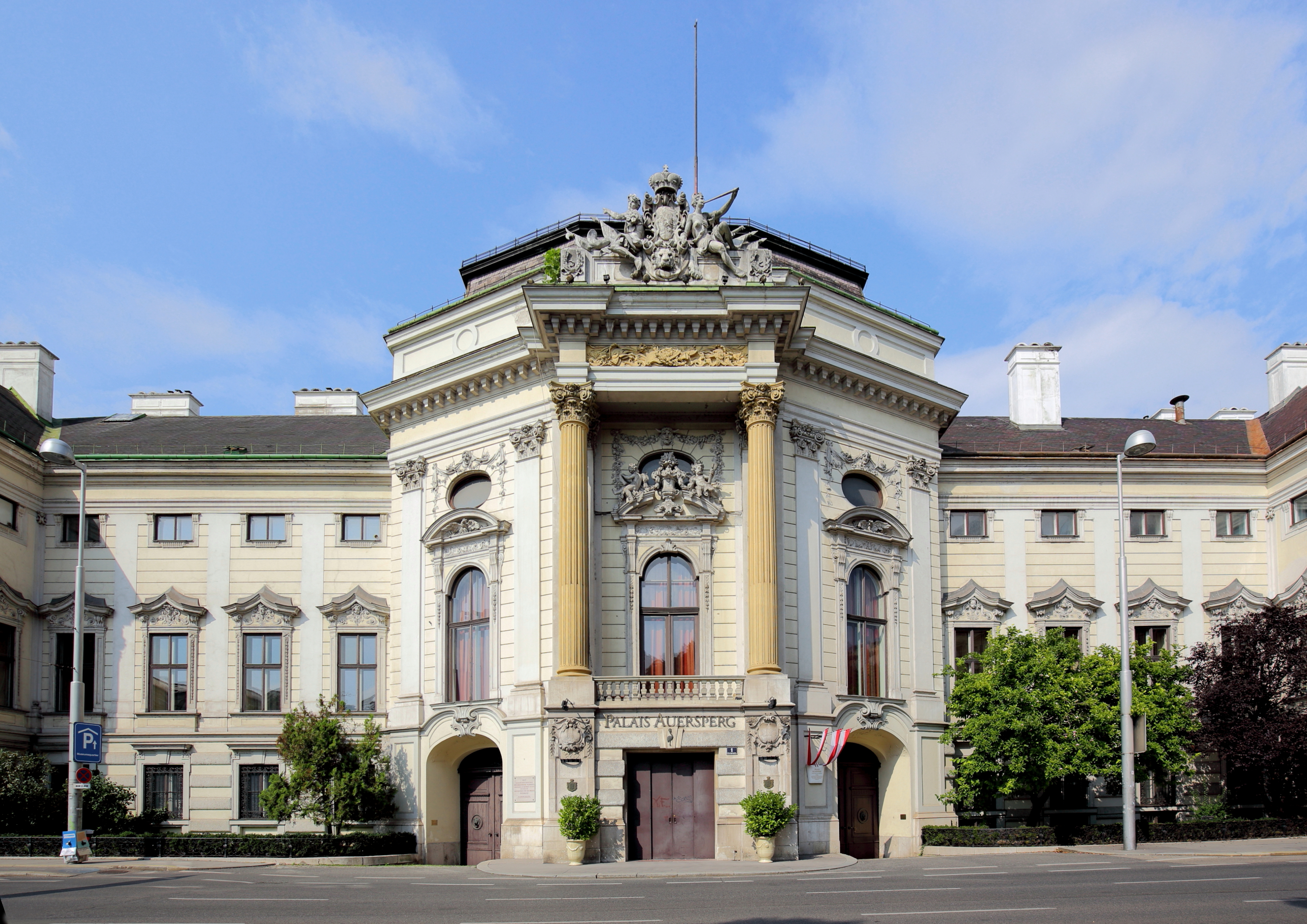
Mittelrisalit des Palais Auersperg

### Nr. 1 Palais Auersperg
An der Ecke zur Lerchenfelder Straße liegt das Palais Auersperg. An seiner Stelle befand sich hier im Mittelalter der Rottenhof (Roter Hof), als dessen Besitzer uns 1491 Wolfgang Kheppler bekannt ist. Spätere Besitzer waren 1544 Wolfgang Haller von Hallerstein und 1629 Maria Elisabetha von Rottenau. Diese ließ den sogenannten Freihof 1644 neu erbauen. 1690 gehörte das Anwesen Hyppolitus Marchese von Malaspina, ab 1700 der Gemeinde Wien und schließlich erwarb es 1708 Reichsgraf Ferdinand Karl von Weltz, der einige Grundstücke an dieser Stelle vereinigte. Um 1710 ließ er angeblich von Johann Lucas von Hildebrandt ein barockes Gartenpalais errichten. Dessen Erben verkauften das Palais 1721 an Hieronymus Marchese Capece di Rofrano, der von Johann Christian Neupauer den Mittelteil des Palais wesentlich verändern ließ. 1732 ging das Gebäude an Theresia Gräfin Kinsky, die um 1760 Feldmarschall Joseph Friedrich von Sachsen-Hildburghausen als Mieter hier hatte. Dieser trat als Mäzen und Musikliebhaber auf, der u. a. Christoph Willibald Gluck als Leiter seiner Hauskonzerte hier zu Gast hatte. 1778 gehörte das Palais Philipp Graf Kinsky, ehe es 1781 von Fürst Johann Adam von Auersperg erworben wurde, in dessen Familie es längere Zeit verblieb und dessen Namen das Gebäude bis heute trägt. Er ließ das Palais durch italienische Künstler ausschmücken. Karl von Auersperg ließ 1853 weitere Änderungen am Gebäude vornehmen. Der Abschluss der Renovierungsarbeiten wurde 1856 durch einen Galatanzabend gefeiert, an dem der kaiserliche Hof teilnahm. 1882–1886 erhielt der Bau sein heutiges Aussehen durch die Errichtung des Flügels an der Lerchenfelder Straße und den Säulenvorbau am Mittelrisalit durch Gangolf Kayser. Nach dem Ersten Weltkrieg hatte das Bundesdenkmalamt zwischen 1923 und 1935 seinen Sitz im Palais Auersperg. Gleichzeitig wurden andere Räumlichkeiten von einer Filmgesellschaft genützt. In den ersten Monaten des Jahres 1945 hatte die Österreichische Widerstandsbewegung ihren Sitz im Palais. Am 3. April 1945 trafen Angehörige der zivilen und der militärischen Widerstandsgruppen um Carl Szokoll zu einer entscheidenden Sitzung zusammen. Eine Gedenktafel erinnert daran. Während der Besatzungszeit hatte die Interalliierte Militärpolizei von 1945 bis 1955 hier ihren Sitz. Bombenschäden wurden 1953–1954 beseitigt und Oswald Haerdtl machte die letzten Umgestaltungen am Gebäude. Seither wird es für diverse Veranstaltungen, wie Konzerte, Bälle oder Tagungen genützt und ist seit 2006 in Privatbesitz.

### Nr. 2–6 Bartensteinblock
Der große späthistoristische Häuserblock im Rathausviertel zwischen Bartensteingasse, Doblhoffgasse, Auerspergstraße und Schmerlingplatz wurde 1873–1874 von Josef Hudetz und Moritz Hinträger errichtet. Er befindet sich an der Hauptadresse 1., Bartensteingasse 1–5.

### Nr. 3 Wohnhaus Beethovens
Das Haus Zur goldenen Birne wurde im 4. Viertel des 18. Jahrhunderts erbaut. Hier wohnte 1819–1820 Ludwig van Beethoven und 1853 starb hier der Maler Johann Nepomuk Schödlberger. Eine Gedenktafel erinnert an den Bildhauer Josef Thorak, der 1910–1912 im Haus wohnte. Das Gebäude befindet sich an der Hauptadresse 8., Trautsongasse 2.

### Nr. 5 Zum roten Apfel
1714 wurde hier ein Haus gebaut, das bis zu seinem Abbruch 1883 ein bekanntes Volkssängerlokal beherbergte. Unter anderen feierten hier Johann Fürst und Josef Matras ihre ersten Erfolge. Später sank es allerdings zu einer Spelunke herab, in der sich zwielichtige Elemente unter die Volkssänger mischten, sodass häufig die Polizei einschreiten musste. 1837 bis 1875 gehörte das Gebäude der Familie Schlosser. Heute steht an dessen Stelle ein späthistoristisches Haus.

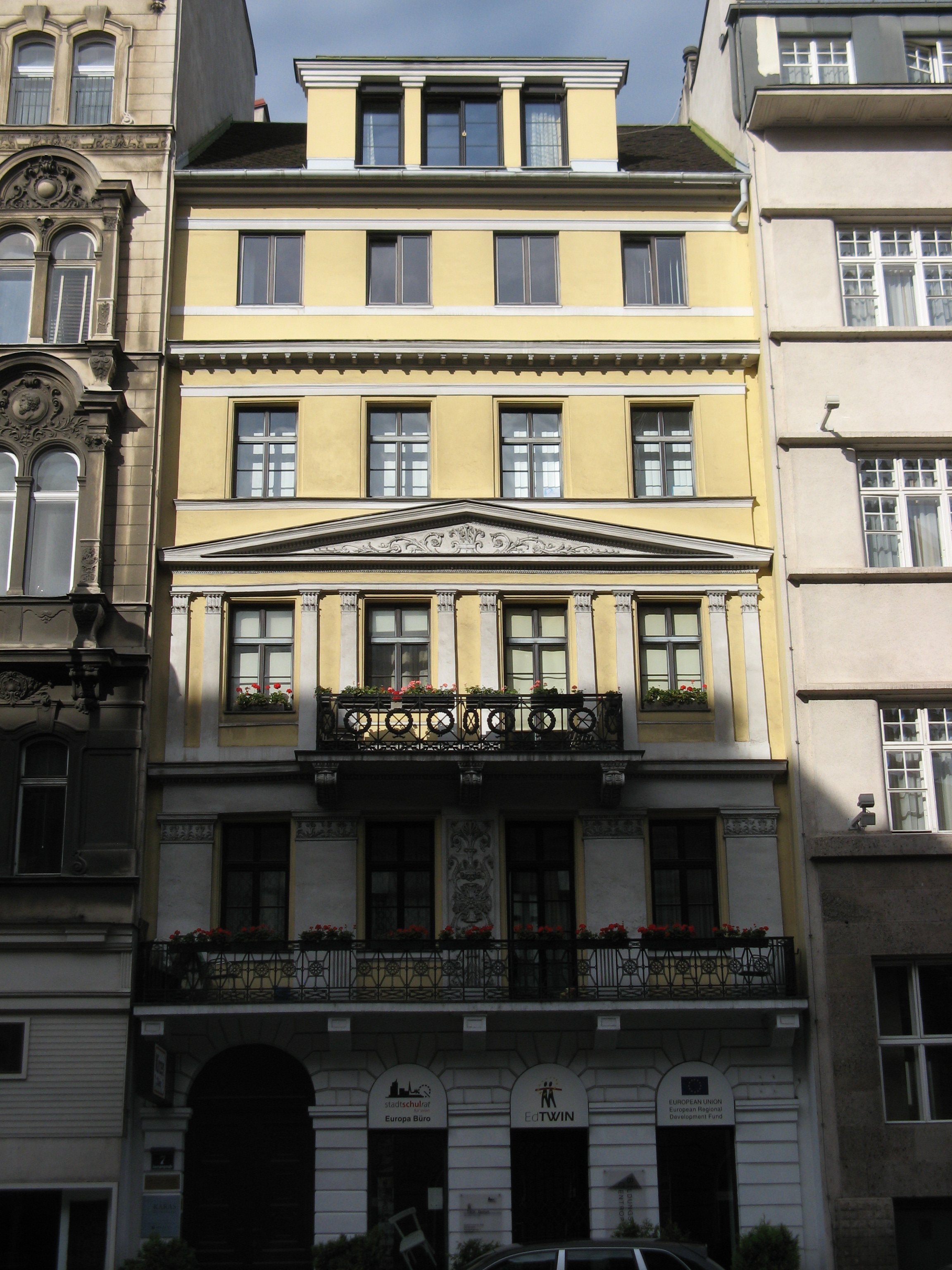
Nr. 7 Bildhauerhaus

### Nr. 7: Zur kleinen Mariahilf
1837 erbaute Carl Högl dieses biedermeierliche Wohnhaus, an dessen Stelle sich 1722 der Bildhauer Friedrich Wilhelm Stiehle ein Haus errichtet hatte, das seither den volkstümlichen Namen Bildhauerhaus trug. Die bemerkenswerte klassizistische Fassade zeigt im ersten Stock einen durchgehenden Balkon, darüber eine Pilastergliederung und abschließend einen Dreiecksgiebel mit Relief. Das ursprünglich viergeschoßige Haus wurde später aufgestockt.

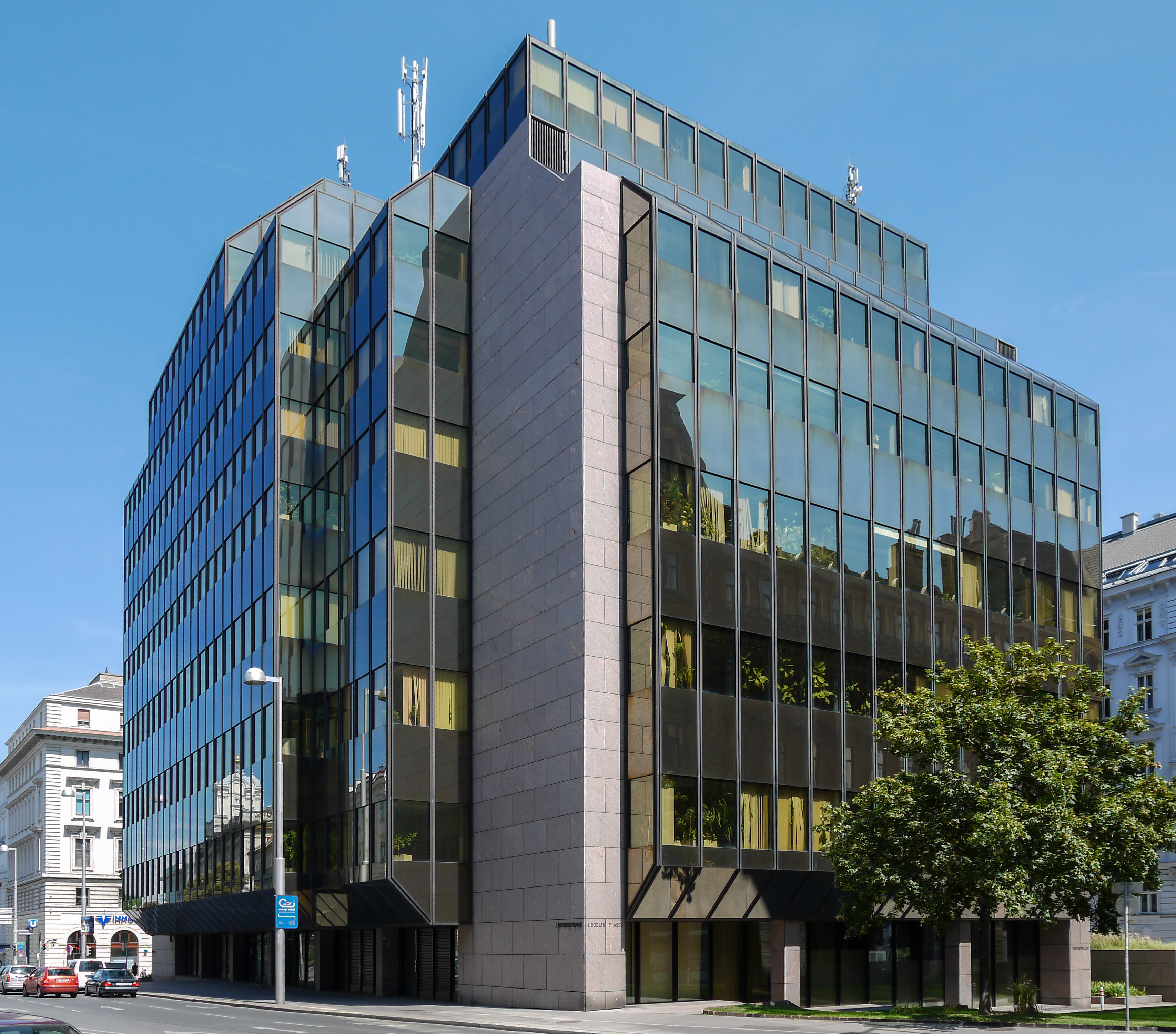
Nr. 8 Das ehemalige Rechenzentrum der Stadt Wien, 2017 / 2018 abgerissen

### Nr. 8: Ehemals Kino und Amtshaus
Bis in die 1970er Jahre befand sich hier anstelle einer früheren städtischen Markthalle das Forum-Kino, damals das größte Wiens. Hier lief vor Ende der 1960er Jahre sehr lang der Film Doktor Schiwago. 1976 bis 1980 entstand das Amtshaus der Stadt Wien mit seiner auffälligen Glasfassade nach Plänen von Harry Glück, Werner Höfer und Tadeusz Spychała. Es befand sich an der Hauptadresse Rathausstraße 1 bzw. Stadiongasse 11. Bis 2013 beherbergte das Gebäude das Rechenzentrum der Stadt Wien; 2017 / 2018 wurde das Haus abgerissen. Der Nachfolgebau wurde von Schubert und Schubert / Stadler Prenn / Ostertag als neuer Standort der Baugesellschaft Buwog entwickelt. Das Areal wurde früher unter der Adresse Landesgerichtsstraße 2 geführt.

### Nr. 9 Ehemaliges Sanatorium Auersperg
Anstelle des Hauses Zum Auge Gottes errichtete Robert Oerley 1907–1908 eine Privatkrankenanstalt (Sanatorium Luithlen). Der Bau mit der schlichten Fassade ist ein interessantes Beispiel der Wiener Moderne. In den 1960er Jahren wurde die Dachzone und das Innere verändert und das Gebäude seither als Studentenwohnheim verwendet.

### Nr. 11 Zur Stadt Belgrad
Das 1837 von Alois Ignaz Güll erbaute Haus beherbergte einst ein bekanntes Gasthaus im Besitz von Josef Klampfl, in dem im Vormärz zahlreiche Musiker verkehrten. Das Haus befindet sich an der Hauptadresse Josefsgasse 1.

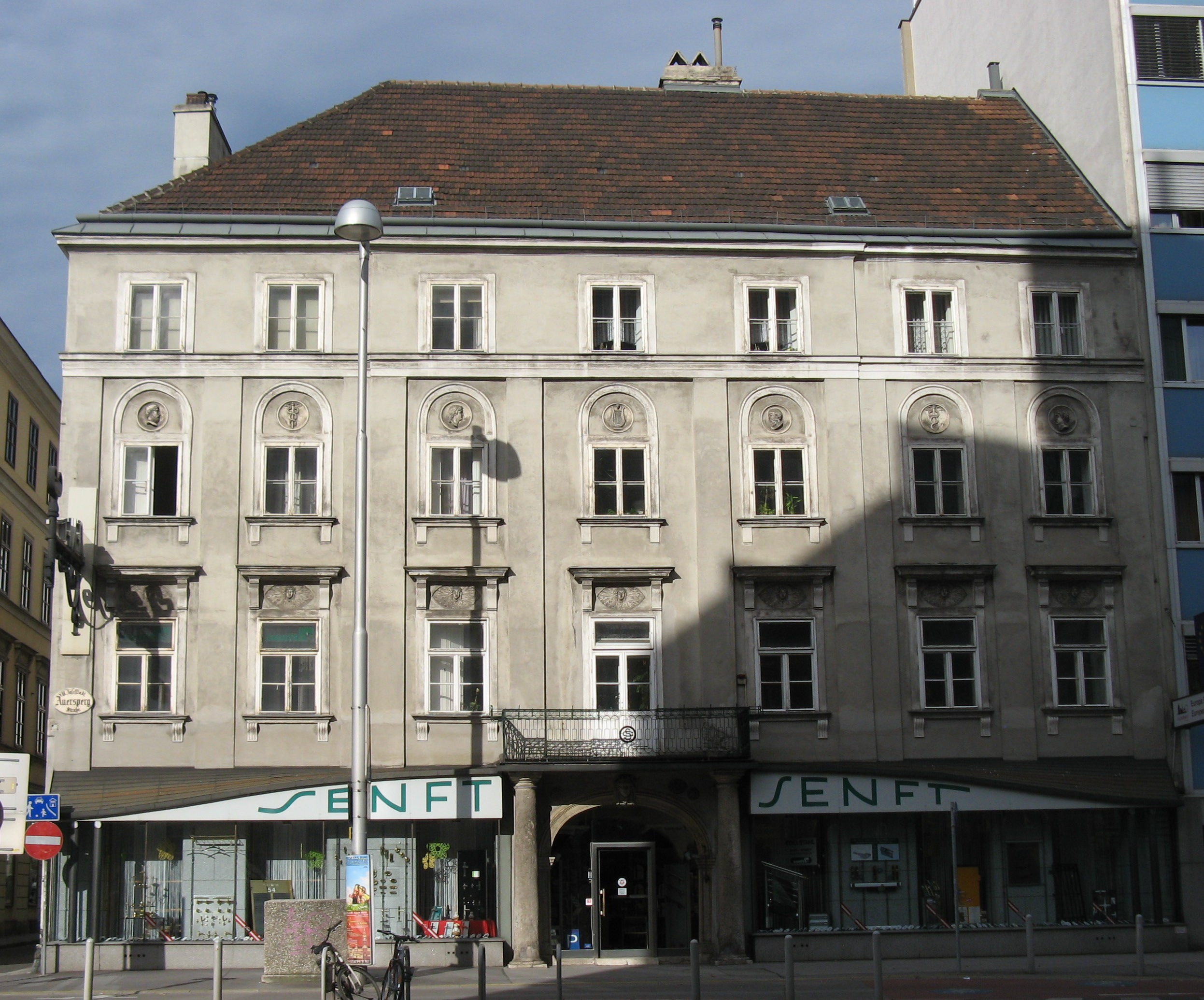
Nr. 13 Bei den Schmiedten

### Nr. 13 Bei den Schmiedten
Das vormärzliche Bürgerhaus errichtete 1828 Karl Ehmann. Es besitzt eine klassizistische Fassade mit Säulenportal, Maske und darüberliegendem Balkon. Während die Fensterverdachungen im ersten Stock gerade abschließen, haben die Fenster im zweiten Stock Lünetten mit Reliefs, die Kopfmedaillons, Äskulapstäbe und Lyren darstellen. Im Innenhof befinden sich Pawlatschen mit Säulen und Pfeilern.

### Nr. 19 Zum goldenen Lamm
Das Haus wurde 1762 erbaut und erhielt 1848 durch Franz Reumann seine Balkonveranda im ersten Stock. Im Foyer des Gebäudes sind Malereien mit Puttenallegorien sowie die Gipsfigur eines Tschinellen spielenden Fauns am Treppenansatz zu sehen. Das Haus beherbergt seit den 1960er Jahren eine Kellerbühne, in der seither viele bekannte Kabarettisten aufgetreten sind. Zuerst spielte hier Der bunte Wagen, deren Mitglieder 1974 ins Kabarett Simpl wechselten. Dann nannte sich die Bühne Theater beim Auersperg, in der ein vielfältiges Programm, vom Avantgarde-Theaterstück bis zu Konzerten, geboten wurde. Nach dessen Konkurs 2001 wird die Bühne seit 2003 vom Kabarett Brennesseln bespielt.